# تمو پوکی
تِمو آینو آنترو پوکّی (فنلاندی: Teemu Eino Antero Pukki؛ زادهٔ ۲۹ مارس ۱۹۹۰) بازیکن فوتبال اهل فنلاند است که برای باشگاه فوتبال نوریچ سیتی بازی می‌کند.
وی همچنین در تیم ملی فوتبال فنلاند بازی کرده‌است.